# Grumiplucite
La grumiplucite è un minerale appartenente al gruppo della benjaminite.

## Etimologia
Il nome è l'acronimo di Gruppo mineralogico e paleontologico lucchese, gruppo amatoriale che ha raccolto e inviato per gli esami gli esemplari di questo minerale

## Abito cristallino
L'abito cristallino non è specifico, ogni esemplare di Grumiplucite a la sua forma.

## Origine e giacitura
In Toscana, zona di Versilia, nelle miniere dell'associazione Corchia park (parco consigliatissimo) è stata trovata per la prima volta in tutto il mondo

## Forma in cui si presenta in natura
Ogni esemplare a la sua forma